# 欧洲黑莓
欧洲黑莓（学名：Rubus fruticosus），或简称黑莓，是蔷薇科悬钩子属的一种植物。

## 名称
欧洲黑莓是悬钩子属的模式种，最早由卡尔·林奈描述。然而，后来发现其模式标本实际是由两个同属于悬钩子属黑莓亚属（Rubus）黑莓组（Rubus）的不同种皱褶黑莓（R. plicatus）与榆叶黑莓（R. ulmifolius）混合而成的。此后，标本中被认定为皱褶黑莓的部分被选为欧洲黑莓的模式标本。因而欧洲黑莓与皱褶黑莓可视为同一种。
此外，Rubus fruticosus agg.还可以作为一个集合种名称（疑名）表示黑莓亚属下若干个近缘物种的合称。狭义上可指黑莓亚属Glandulosus组下的物种。Glandulosus组即广义黑莓组下的Hiemales亚组。Glandulosus组并不包含作为悬钩子属模式种的R. fruticosus。广义上，该复合种则可包含Glandulosus组与狭义黑莓组（两者合为广义黑莓组）下的全部或大部分物种，或者也可以再包含Corylifolii组下的物种。狭义黑莓组很可能是Glandulosus组与覆盆子（R. idaeus）或阿勒格尼黑莓（R. allegheniensis）的杂交种，而Corylifolii组则很可能是Glandulosus组与欧洲木莓（R. caesius）的杂交种。在更广泛的含义上，该集合种也可指黑莓亚属下的所有物种。